# Brede Hangeland
Brede Hangeland, född 20 juni 1981 i Houston, USA, är en norsk före detta fotbollsspelare (försvarare). Hangeland debuterade i det norska landslaget 2002 och var i perioden augusti 2008 till 2014 lagkapten.
Han inledde sin professionella karriär 2000 i det norska laget Viking FK och vann under sin första säsong i klubben norska cupen. Efter totalt 187 matcher i klubben skrev han på ett kontrakt med FC Köpenhamn i januari 2006. Under sin tid i Köpenhamn vann laget ligan två gånger (2006 och 2007) och Royal League en gång (2006). Hangeland fick även erfarenhet av europaspel då Köpenhamn medverkade i gruppspelet av Champions League säsongen 2006-2007. I januari 2008 skrev Hangeland på ett kontrakt med Fulham FC som tränades av hans tidigare tränare Roy Hodgson och han debuterade för klubben den 29 januari i en Premier League-match mot Bolton Wanderers.